# 関取
関取（せきとり）とは、大相撲の番付の階級の総称であり、幕内、十両の力士を指す。これに対し、幕下以下の力士は取的（正しくは力士養成員）という。

## 概要
呼称は「名乗っただけで関所を通ることができる」ことに由来している。
力士は十両に昇進・在位することで一人前として認められるとされ、関取は一人前力士の総称といえる。
以下に関取と取的との主な差異を列挙する。尚、待遇の大半は十両から幕下に陥落した時点で受けられなくなる。
- 日本相撲協会から月給ほか諸手当が支給され、場所毎に与えられる力士褒賞金、引退時の退職金等も大きく増額する。
- 化粧廻しが用意され、本場所では毎日土俵入りを行う。取組も15日連続で組まれる。
- 廻しは、本場所用と稽古用の廻しが別々になる。本場所用の廻しは繻子製であり「締め込み」と呼ばれている[注釈 1]。さがりも締め込みと同色のものを用い、糊付けされる。稽古用の廻しは幕下以下と同じく木綿で出来てはいるが、色は白である[注釈 2]。
- 土俵下の控で座布団が用意される（幕内は私物、十両は共用）。
- 支度部屋に明荷を持ち込むことができる（1人一個。横綱のみ3個。陥落した者を含めて幕下以下では使えない）。
- 仕切時間が3分以上に延ばされる（幕内は4分、十両は3分。それに対して、幕下以下は2分）。
- 場所入りにタクシーを使用することができる（幕下以下は鉄道・バスなどの運賃が支給されるのみ）。
- 敬称として「関取」や「○○関」と呼ばれる[注釈 3][注釈 4][2]。
- 取的力士が付け人として身の回りの世話をする。
- 白い足袋と畳敷の雪駄を履くことができる（幕下の足袋は黒。幕下・三段目の雪駄はエナメル製）。
- 正装として紋付袴の着用が許される。
- 本場所や公式の場では髷を大銀杏に結う（なお、大銀杏はあくまで正装とされるため、関取でも稽古の時など、普段結う髷は丁髷である）。
- 協会の公式の移動の際に飛行機ではビジネスクラスを利用できる。
- 相撲部屋によっては個室が与えられる（幕下以下の力士は大部屋で共同生活）。また、食事や風呂の順番も優先される。
- 結婚が許される（同時に相撲部屋から離れて住むことも認められる）。
- サインを書くことが許される。
- NHKなどのテレビ中継において、四股名が相撲字で表示される（幕下以下は明朝体）。
- 外国出身関取の出身地読み上げでは「国名＋詳細な地域・都市名」まで紹介される(幕下以下は原則国名のみ)。
- 一定の条件を満たす場合は、引退後に年寄を襲名する資格がある（具体的には年寄名跡#襲名条件を参照。この資格については引退時に幕下以下に陥落していても維持される）。
- 番付の変動については、横綱と大関は、昇進及び陥落について特別な条件があるので別として、関脇以下の関取（関脇・小結・前頭・十両）は、勝ち越し1点につき1枚上がり、負け越し1点につき1枚下がるのが目安とされるが、他の力士との兼ね合いや番付運などでその目安から多少外れることも多い（詳細は番付#番付編成参照）。

なお、新十両昇進者は場所前の準備が多いため、番付編成会議の直後に特例として、昇進内定の事実のみ発表される（正式な昇進は番付発表日付）。
平成以降、関取在位経験のある取的力士も、関取に準ずる一人前の力士と見なされる傾向が多々見られる。その一例として、1998年の長野オリンピックでは当時の現役関取（1998年1月場所時点の番付）が大銀杏を結い紋付袴を着用した上で各国選手団の先導役を務めたが、出場国に対して関取の人数が少なかったこともあり、一部の国においては同場所時点で幕下に在位していた元関取が他の関取衆と同様に大銀杏と紋付袴姿で先導役を務めた。

## 記録
以下の記録は1927年の東西合併以後のものである。

### 年少昇進記録
| 順位 | 昇進年齢   | 四股名                   | 最高位   |
| ---- | ---------- | ------------------------ | -------- |
| 1位  | 17歳2か月  | 貴花田光司（貴乃花光司） | 横綱     |
| 2位  | 17歳9か月  | 萩原寛（稀勢の里寛）     | 横綱     |
| 3位  | 17歳11か月 | 北の湖敏満               | 横綱     |
| 4位  | 18歳0か月  | 花田満（貴ノ花利彰）     | 大関     |
| 5位  | 18歳1か月  | 若瀬川泰二               | 前頭筆頭 |

四股名は十両昇進時のもの。

### 年長昇進記録
| 順位 | 昇進年齢   | 四股名       | 最高位  |
| ---- | ---------- | ------------ | ------- |
| 1位  | 34歳5か月  | 出羽の郷秀之 | 十両14  |
| 2位  | 32歳9か月  | 華王錦武志   | 十両6   |
| 3位  | 32歳9か月  | 小野錦喜三郎 | 前頭16  |
| 4位  | 31歳11か月 | 千代栄栄太   | (十両8) |
| 5位  | 31歳8か月  | 剣武輝希     | 前頭16  |

四股名は十両昇進時の四股名
太字は2023年9月場所現在現役力士

### 一部屋の最多関取人数
1931年1月場所の出羽海部屋の30人（幕内20、十両10）が最多。